# Bahnhof Leer (Ostfriesland)
Der Bahnhof Leer (Ostfriesland) ist ein Trennungsbahnhof in der Stadt Leer (Ostfriesland). Er verfügt über ein Empfangsgebäude und drei von Personenzügen genutzte Gleise (ein Mittelbahnsteig sowie ein Hausbahnsteig). Ein Busbahnhof, Fahrradstellplätze, ein Taxistand und Parkplätze sowie ein Parkhaus für Pkw verknüpfen ihn mit anderen Verkehrsmitteln. Neben den Personengleisen gibt es noch einige Rangiergleise auf dem Bahnhofsgelände.

## Geschichte

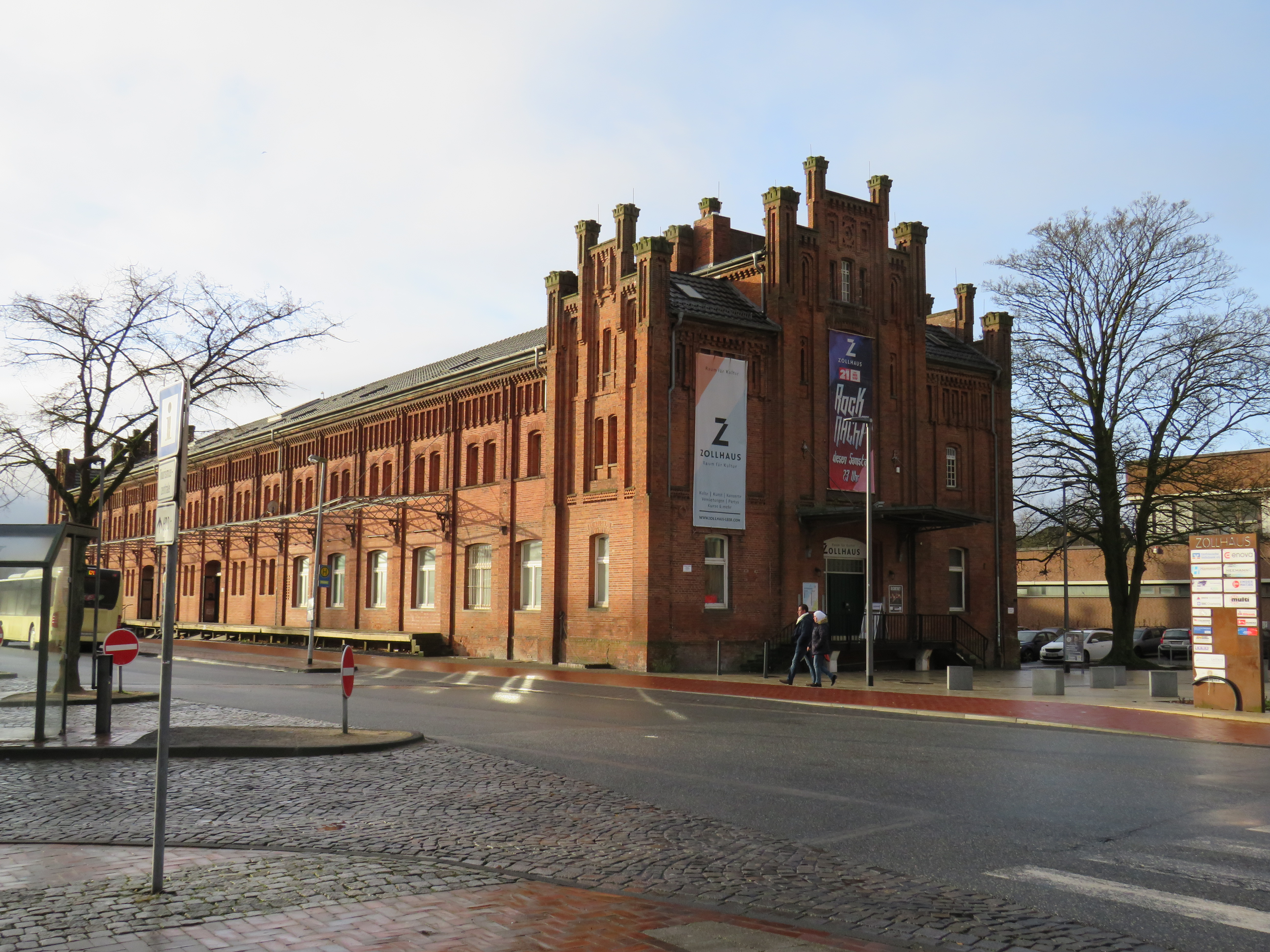
Altes Zollhaus aus dem 19. Jahrhundert

Im Jahr 1854/55 erhielt Leer einen Bahnhof für den Personenverkehr, als die Stadt an die Hannoversche Westbahn von Emden nach Rheine angeschlossen wurde. Auf die Planungen in den Jahren 1852 bis 1855 hatte der Hannoversche Architekt Conrad Wilhelm Hase Einfluss, möglicherweise auch Adolf Funk.
Auch ein Postamt ließ sich zunächst in dem damaligen Neubau nieder und eröffnete hier die erste Telegrafenstation. Begleitend zum Bahnhofsbau zwischen 1854 und 1856 wurde gegenüber dem Bahnhof parallel zur Bahn der neue Hafen Georgsdock angelegt, der sich bis zur Leda erstreckte. Im Jahr 1862 wurde zwischen Bahnhof und Hafen ein Zollgebäude für die Abwicklung des Außenhandels in Betrieb genommen. 1885/86 wurde in Bahnhofsnähe ein eigenes Gebäude als „Kaiserliches Postamt“ bezogen. Das alte Postamt wurde in den 1970er Jahren im Rahmen der Stadtsanierung abgerissen. Bis heute ist neben dem Bahnhof noch das ehemalige Zollgebäude, das unter anderem auch für die Verladung der Güterwagen gedient hatte, erhalten und wird seit 1994 für kulturelle Zwecke genutzt.
Der Bahnanschluss nach Oldenburg und damit nach Bremen erfolgte am 15. Juni 1869 und umfasste 55,01 km. Am 26. November 1876 wurde die Verlängerung nach Neuschanz (26 km) in Betrieb genommen.
1955 entstand der Zentrale Omnibusbahnhof (ZOB). 1992 wurde die Bahnstrecke Leer–Oldenburg elektrifiziert.

## Architektur
Das heutige, breit angelegte, symmetrische Hauptgebäude aus dem Jahr 1855 besteht aus fünf Teilen. Es wurde im Rundbogenstil des Historismus errichtet. Die zweigeschossigen, kubusförmigen Baukörper außen und in der Mitte werden durch hervortretende Ecklisenen aus Sandstein und breite Sandsteinbänder geprägt und durch flache Walmdächer abgeschlossen. Auf Vorder- und Rückseite versorgen in jedem Geschoss je drei rundbogige Fenster das Gebäude mit Licht. Die niedrigeren Zwischenbauten sind zur Straßenseite eingeschossig, verfügen zur Gleisseite hin aber über eine zweite Fensterreihe. Hier gliedern Pilaster Felder, in denen jeweils zwei Rundbogenfenster eingebaut sind. Der Haupteingang befindet sich in einem flachen Vorbau vor der Gebäudemitte.
Im Februar 2014 gab die Deutsche Bahn bekannt, dass sie im Zuge des Programms „Niedersachsen ist am Zug! II“ den Bahnhof im Sommer 2014 modernisieren werde. Neben der Renovierung der beiden Bahnsteige und der bestehenden Unterführung, sollte der Bahnhof um eine weitere Unterführung mit Aufzügen erweitert werden. Wegen verschiedener Schwierigkeiten mussten die Bauarbeiten zwischenzeitlich unterbrochen werden. Im Frühjahr 2017 wurde die Modernisierung abgeschlossen.

## Bedeutung

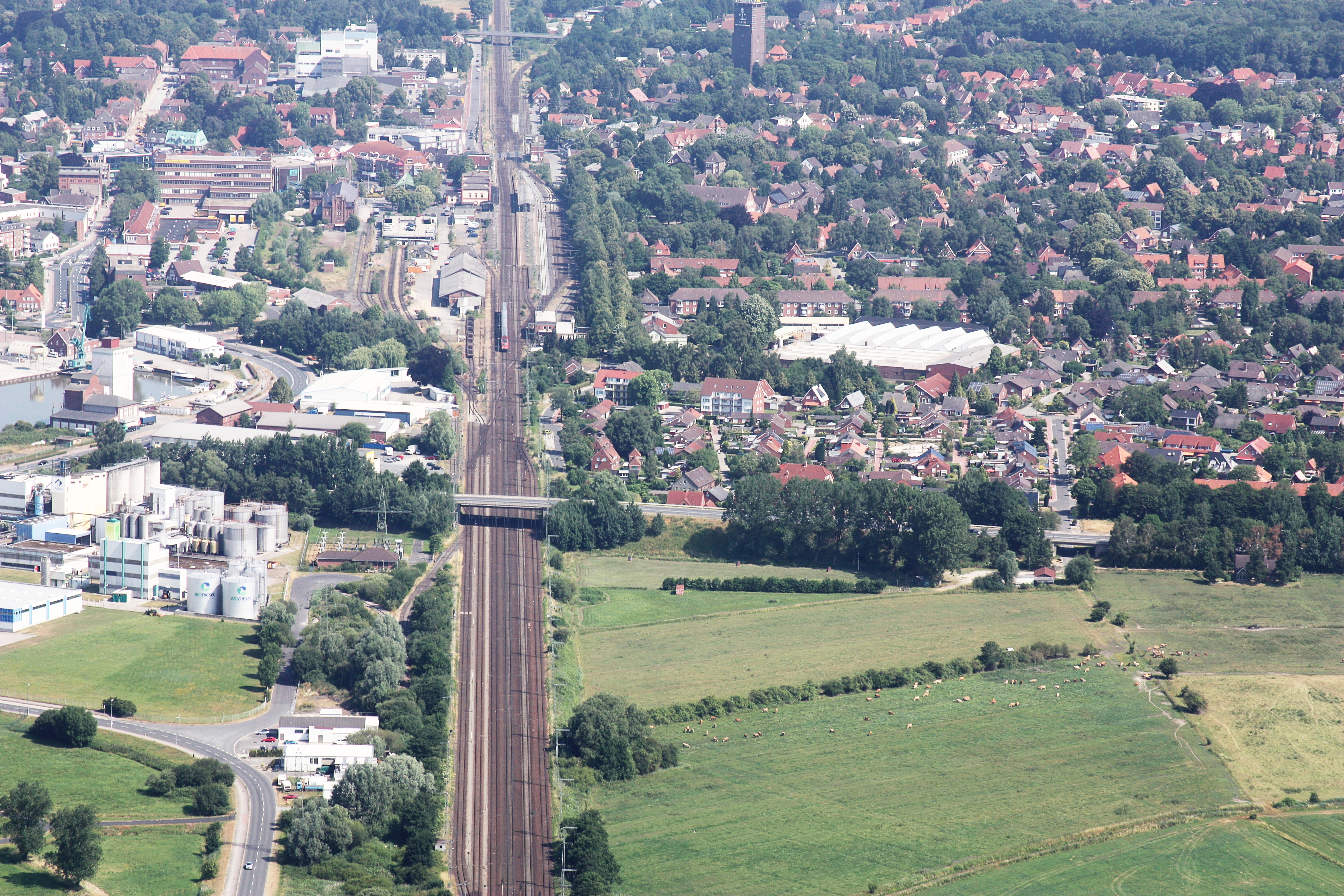
Bahnhof Leer in der Bildmitte

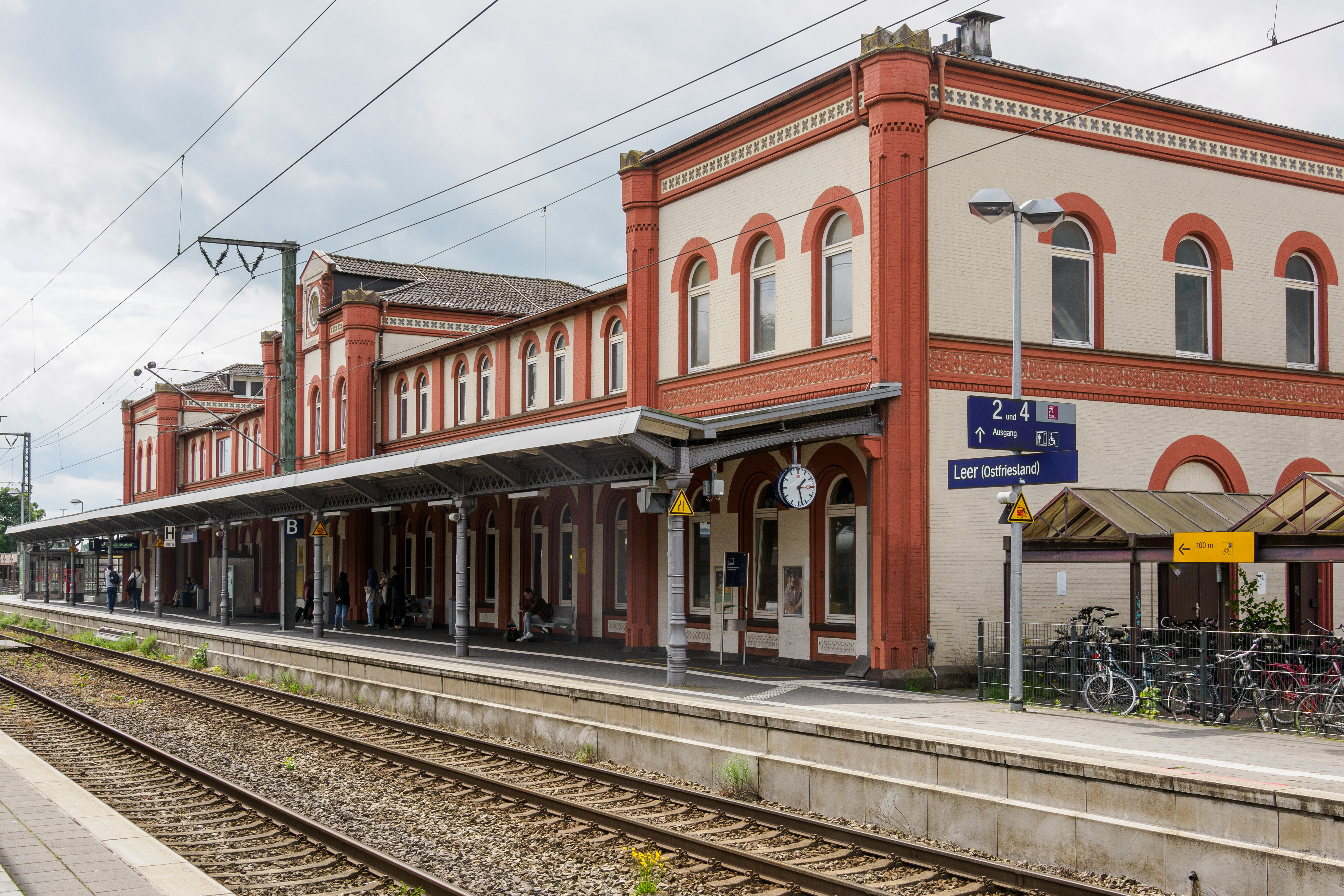
Gleisseite des Empfangsgebäudes

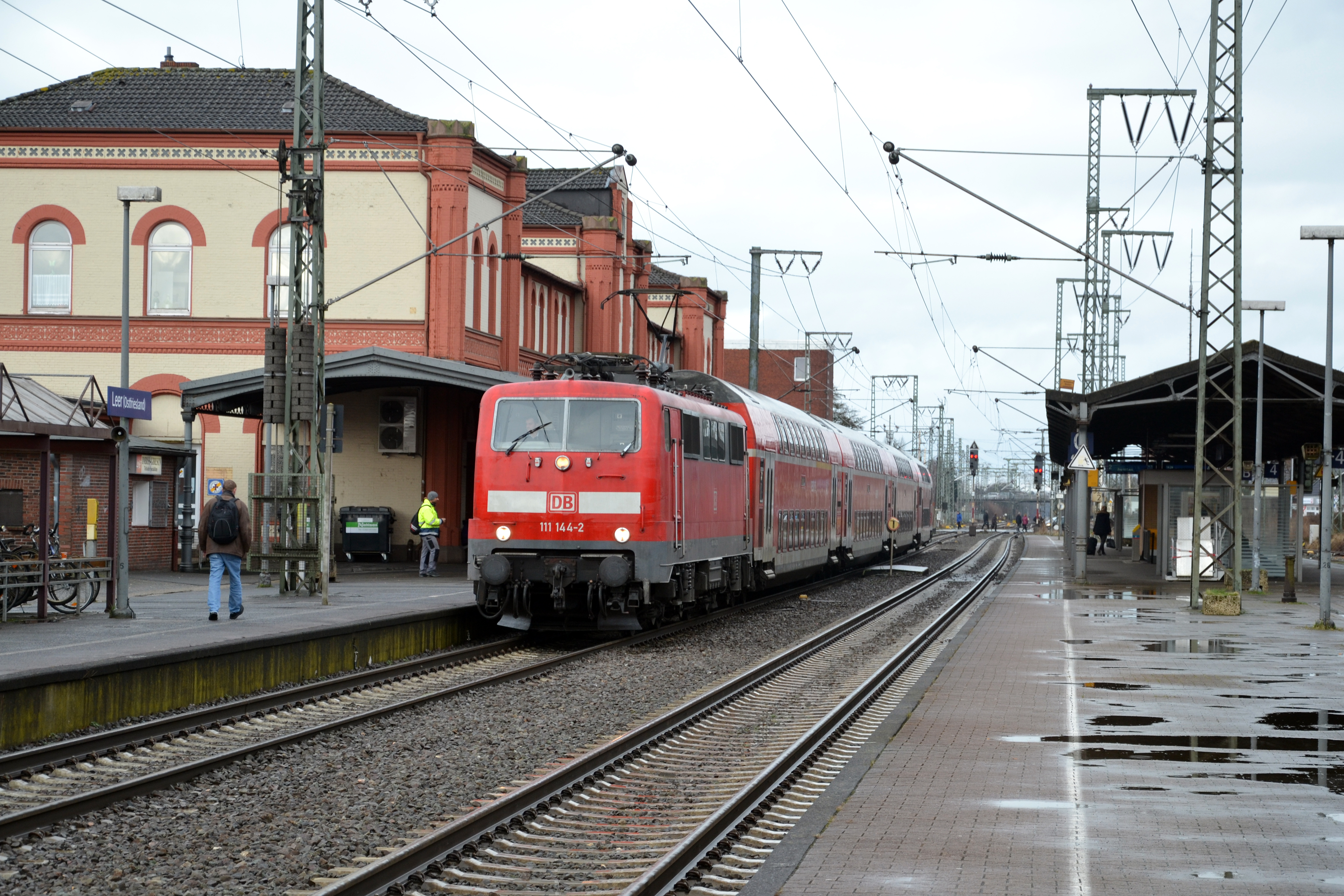
Gleisseite von Süden (2014)

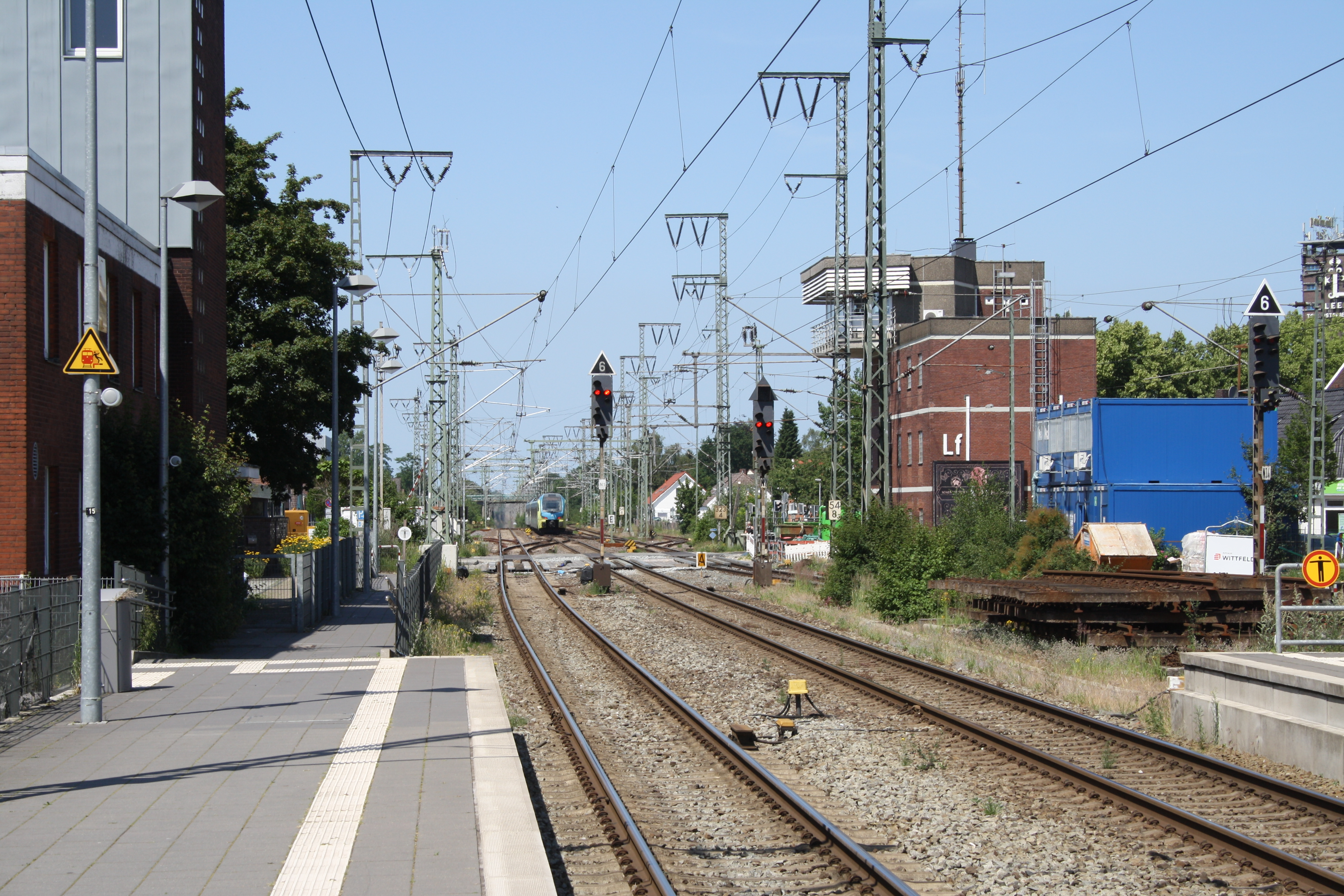
Nordkopf mit Stellwerk

In Leer (Ostfriesland) mündet die Bahnstrecke Oldenburg–Leer in die Bahnstrecke Rheine–Norddeich Mole ein. Bei Fahrten zwischen Oldenburg und Emden ist ein Fahrtrichtungswechsel erforderlich.

## Zugangebot
Täglich fahren Intercity-Züge in Richtung Koblenz (über Münster, Ruhrgebiet und Köln) sowie nach Berlin/Cottbus und Leipzig (über Bremen und Hannover). Regionalzugverbindungen bestehen nach Münster sowie über Oldenburg und Bremen nach Hannover.
| Linie                    | Linienverlauf | Takt        |
| ------------------------ | --- | ----------- |
| IC 35                    | Norddeich – Emden – Leer (Ostfriesl) – Lingen (Ems) – Münster (Westf) – Recklinghausen – Oberhausen – Duisburg – Düsseldorf – Köln – Koblenz (Fr und Sa je ein Zug von Koblenz aus über Mannheim – Karlsruhe – Offenburg nach Konstanz) | 120 min     |
| IC 56                    | Norddeich – Emden – Leer (Ostfriesl) – Oldenburg (Oldb) – Bremen – Hannover – Braunschweig – Magdeburg – Halle (Saale) – Leipzig (Ein Zug täglich von Magdeburg aus über Berlin nach Cottbus) | 120 min     |
| ICE                      | Norddeich – Emden – Lingen (Ems) – Münster (Westf) – Oberhausen – Duisburg – Düsseldorf – Köln – Koblenz – Mainz – Mannheim – Stuttgart (verkehrt Sa) | Ein Zugpaar |
| RE1                      | Norddeich Mole – Norddeich – Norden – Marienhafe – Emden – Leer (Ostfr) – Augustfehn – Westerstede-Ocholt – Bad Zwischenahn – Oldenburg – Hude – Delmenhorst – Bremen – Bremen Sebaldsbrück – Bremen Mahndorf – Achim – Baden (Kr Verden) – Etelsen – Langwedel – Verden – Dörverden – Eystrup – Nienburg – Neustadt am Rübenberge – Wunstorf – Hannover                                      | 120 min     |
| RE 15                    | Emsland-Express: (Emden Außenhafen –) (nur bei Schiffsverkehr) Emden Hbf – Leer (Ostfriesl) – Papenburg (Ems) – Aschendorf – Dörpen – Lathen – Haren (Ems) – Meppen – Geeste – Lingen (Ems) – Leschede – Salzbergen – Rheine – (Rheine-Mesum –)* Emsdetten – (Reckenfeld –)* Greven (← (Münster Zentrum Nord –)* Münster (Westf) Hbf * nur einzelne Züge Stand: Fahrplanwechsel Dezember 2023 | 60 min      |
| RB 57                    | Aufgrund der von einem Schiff gerammten Friesenbrücke vorübergehend im Schienenersatzverkehr: Weener – Leer (Ostfriesl) | 60 min      |
| Stand: 12. Dezember 2021 | |             |

## Busangebot
Ausgehend vom Bahnhof verkehren verschiedene Buslinien, neben den Stadtbuslinien unter anderem ein „Schnellbus“ nach Aurich sowie verschiedene Linien von der Kreisstadt Leer zu Umlandgemeinden.